# Koczębowski Groń
Koczębowski Groń (654 m) lub Kocembowski Groń – szczyt w Paśmie Bukowskim w Beskidzie Małym. Znajduje się w tym paśmie pomiędzy Trzonką (729 m) i Małą Bukową (641 m), w bocznym grzbiecie opadającym do doliny Wielkiej Puszczy. Stoki od strony tej doliny są porośnięte lasem, ale grzbiet po północnej stronie szczytu jest bezleśny, zajęty przez pola i zabudowania osiedla Kocembowski Groń.

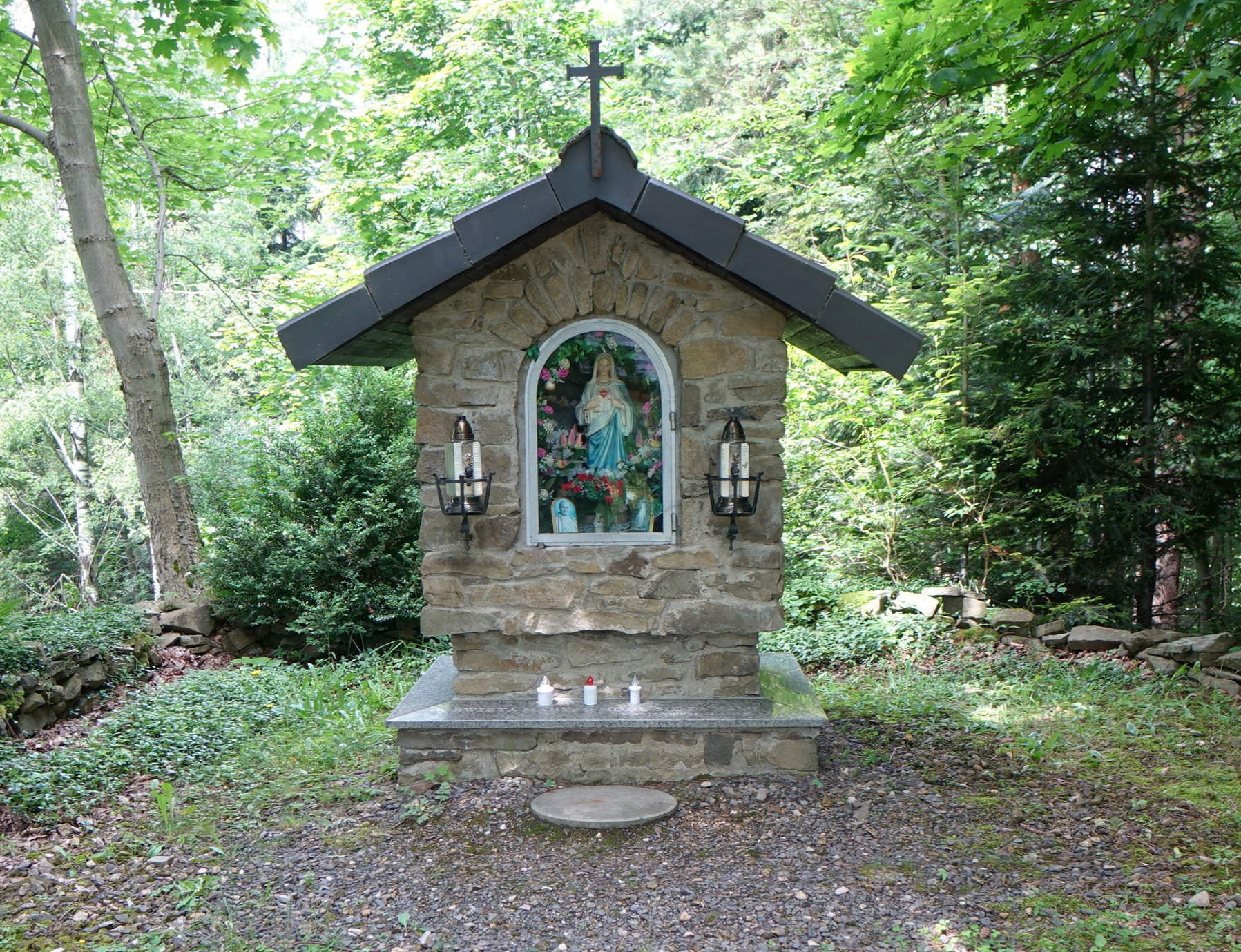
Kapliczka na Koczembowski Groniu

Według Aleksego Siemionowa prawidłowa i używana przez miejscową ludność nazwa szczytu to Kociębowski Groń. Nazwa ta pochodzi od nazwiska Kocięba. Mapa Compassu i przewodnik turystyczny „Beskid Mały” podają nazwę Kocembowski Groń. Państwowy rejestr nazw geograficznych i bazująca na nim mapa Geoportalu podają nazwę Koczębowski Groń, ale niekonsekwentnie znajdujące się na nim osiedle to Kocembowski Groń.
Północno-zachodni i południowy stok Koczębowskiego Gronia opadają do potoków będących dopływami Wielkiej Puszczy. Cały grzbiet znajduje się we wsi Porąbka, w powiecie bielskim.